# ホモソーシャル
ホモソーシャル（英: homosocial）とは、恋愛或いは性的興味を伴わない同性間関係を意味する社会学用語。この用語は、研究者が社会における男性の支配性を説明するために使用されることが多い。イヴ・セジウィックによる「男性のホモソーシャル（同性間の結びつき）への欲望」という議論によって普及した。それよりも早い1976年に、ジーン・リップマン＝ブルーメンが性的な意味ではなく、社会的な意味での、同性の仲間への選好をホモソーシャリティ（homosociality）と定義している。
ホモソーシャルの対義語は、恋愛を伴わない異性間関係を意味するヘテロソーシャルである。

## 概要
ホモソーシャルは体育会系などで顕著に見られる緊密な絆で、しばしばミソジニーあるいはホモフォビアが伴う。ホモソーシャルな関係によって、強制的に異性を愛すること、そして女性の家事労働に頼ることが前提として成り立っている家父長制が構成される。ホモソーシャルの概念を提唱した、アメリカのジェンダー研究者のイヴ・セジウィックは、「二人の男が同じ一人の女を愛している時、いつもその二人の男は、自分たちの欲望の対象だと思っている当の女のことを気にかける以上に、はるかに互いが互いを気にかけている」ことを指摘した。
宗教社会学者の金子珠理は、ホモソーシャルは、アメリカの名門私立大学のアイビーリーグや、日本の政界や経済界、労働組合、哲学・思想系の学界など、表向き男女平等を掲げているところにも見られると指摘している。仏教研究者の源淳子は、霊峰など特定の場所への女性の立ち入りや祭りなどへの参加を禁じる日本の「女人禁制」に、ホモソーシャル・ホモフォビア（同性愛嫌悪）・ミソジニー（女性嫌悪）の三点があてはまると述べており、女人禁制には現在も大峰山における女人禁制等の例がある。ホモソーシャルな絆で結ばれた男性集団の同質性を保つために、ミソジニー、ホモフォビアが欠かせないのだという。

## 派生
研究者の中には、この概念を女性同士の関係にも適用し、「女性のホモソーシャル」を論じる者もいる。社会学者の東園子は、やおい・ボーイズラブを好む女性オタク（いわゆる腐女子）や、演者が女性だけで構成されている宝塚歌劇団のファンの間でホモソーシャルな絆がみられると論じている。

## 関連書籍
- イヴ・K・セジウィック 著、上原早苗、亀澤美由紀 訳『男同士の絆―イギリス文学とホモソーシャルな欲望』名古屋大学出版会、2001年2月20日。ISBN 978-4-8158-0400-8。
- ジョン・ワインガーズ 『女性はなぜ司祭になれないのか　カトリック教会における女性の人権』
- 四方田犬彦・斉藤綾子『男たちの絆、アジア映画 ホモソーシャルな欲望』平凡社, 2004